# Steagul orașului Los Angeles

Steagul oraşului Los Angeles, California

Steagul orașului Los Angeles, California este compus din trei benzi verticale: una verde, una aurie și una roșie (începând de la lance). Fiecare culoare este reprezentativă de un terenurile agricole ale orașului: pomii de măsline (verde), livezile de portocale (portocaliu) și podgoriile (roșu). Steagul a fost conceput de Roy E. Silent și E.S.Jones în 1931, pentru sesquicenteniarul orașului. Stema orașului este plasată în centrul steagului.